# Глебов, Сергей Витальевич
Серге́й Вита́льевич Гле́бов (род. 26 января 1964) — советский украинский легкоатлет, специалист по метанию копья. Выступал на всесоюзном уровне в 1980-х годах, обладатель серебряной награды чемпионата Европы среди юниоров, чемпион Спартакиады народов СССР, многократный призёр первенств всесоюзного и республиканского значения. Представлял Харьков и спортивное общество «Спартак».

## Биография
Сергей Глебов родился 26 января 1964 года. Занимался лёгкой атлетикой в Харькове, выступал за Украинскую ССР и добровольное спортивное общество «Спартак».
Первого серьёзного успеха добился в сезоне 1983 года, когда вошёл в состав советской сборной и выступил на юниорском европейском первенстве в Швехате, где в зачёте метания копья завоевал серебряную награду, уступив лишь соотечественнику Олегу Пахолю.
В 1986 году принимал участие в IX летней Спартакиаде народов СССР в Ташкенте — превзошёл всех соперников и получил золото, установив при этом свой личный рекорд с копьём нового образца — 80,94 метра.
В 1987 году в той же дисциплине выиграл серебряную медаль на всесоюзных соревнованиях в Челябинске.
В 1988 году занял 13-е место на зимнем чемпионате СССР по длинным метаниям в Адлере, был пятым на всесоюзном турнире в Риге, четвёртым в Харькове, превзошёл всех соперников в Таллине.
В 1989 году с результатом 75,98 в метании копья стал серебряным призёром на соревнованиях в Киеве.
В 1991 году вновь получил серебро на турнире в Киеве, на сей раз метнув копьё на 77,32 метра.
После распада Советского Союза Глебов больше не показывал сколько-нибудь значимых результатов в лёгкой атлетике.